# Postojalyj
Postojalyj (in russo Постоялый?) è un chutor della Russia europea sud-occidentale, situato nell'Oblast' di Voronež.